# Mariańska Górka
Mariańska Górka (niem. Spittelberg, 365 m n.p.m.) – niewielkie wzniesienie w południowo-zachodniej Polsce, w Sudetach Środkowych, w Górach Bardzkich.

## Położenie
Wzniesienie położone jest w południowo-zachodniej części Grzbietu Wschodniego Gór Bardzkich, nad dolną częścią Wojciechowic, około 1,8 km na północny wschód od Kłodzka.

## Charakterystyka
Niewielkie wzniesienie o kształcie kopca, z wyraźnie zaznaczonym wierzchołkiem i łagodnymi zboczami wznosi się nad Mariańską Doliną położoną po wschodniej stronie. Góra wyrasta na końcu ramienia odchodzącego na południowy zachód od rozrogu Łaszczowej przez Kłapacz. Od wschodu wzniesienie oddziela od Szyndzielni potok górski Jodłownik.

## Budowa geologiczna
Góra zbudowana jest z dolnokarbońskich szarogłazów, zlepieńców i łupków ilastych należących do struktury bardzkiej. Partie szczytowe oraz zbocza wzniesienia pokrywają gliny zwałowe i osady deluwialne.

## Roślinność
Zbocza i szczyt w całości porasta las mieszany regla dolnego, jedynie zbocze północno-wschodnie i grzbiet łączący ją z Kostrą częściowo zajmują łąki i pola uprawne.

## Kaplica
Na szczytowym placu wznosi się kaplica, otoczona stacjami Drogi Krzyżowej i innymi obiektami. Na szczyt prowadzi stara aleja, częściowo poprowadzona po kamiennych stopniach. Wzdłuż alei zakosami wiedzie Droga Krzyżowa. Całość tworzy Kalwarię. Kaplicę postawiono około 1715 roku za zgodą jezuitów z Kłodzka, do których należał ten teren. W 1846 roku przy kaplicy osiedlił się pierwszy pustelnik. Był nim Johannes Treutler, miejscowy tkacz, później tercjarz franciszkański, który wsławił się produkcją słynnego ziołowego Balsamu jerozolimskiego, cieszącego się znacznym powodzeniem i uchodzącego za panaceum. Do 1945 roku wzniesienie nosiło nazwę Spittelberge.